# Tigranakert
Tigranakert (armensko: Արցախի Տիգրանակերտ, Arcakhi Tigranakert), znan tudi kot Tigranakert-Arcah, je porušeno armensko mesto iz helenističnega obdobja v današnjem okrožju Agdam v Azerbajdžanu.
Je eno od več nekdanjih mest na armenski planoti z istim imenom, poimenovano v čast armenskega kralja Tigrana Velikega (vladal 95–55 pr. n. št.), z imenom Arcah, ki se nanaša na zgodovinsko provinco Arcah v antičnem Armenskem kraljestvu. Vendar pa nekateri učenjaki, kot sta Robert Hewsen in Babken Harutjunjan, trdijo, da je ta Tigranakert morda ustanovil oče Tigrana Velikega, Tigran I. (vladal približno 123–95 pr. n. št.). Zavzema površino približno 50 hektarjev in je približno štiri kilometre južno od reke Kačinčaj (Kačen).
Mesto je bilo na ozemlju, ki je bilo pod okupacijo armenskih sil po prvi vojni v Gorskem Karabahu in je bilo del samooklicane Republike Arcah do novembra 2020, ko je bilo predano Azerbajdžanu po sporazumu o premirju v Gorskem Karabahu. Novembra 2021 so armenski viri poročali, da so Azerbajdžanci del Tigranakerta spremenili v restavracijo z žarom.

## Zgodovina
Primarni viri prvič omenjajo Tigranakert v 7. stoletju in navajajo, da sta bili v provinci Utik pravzaprav dve takšni mesti z istim imenom. Arheologi in zgodovinarji so ustanovitev prvega uspeli datirati v leta 120–80 pr. n. št., v čas vladavine kralja Tigrana I. ali njegovega sina in naslednika kralja Tigrana Velikega. Robert Hewsen je podvomil o pripisu Tigranu II., saj še niso odkrili nobenih kovancev ali napisov z njegovim imenom in identifikacija posmrtnih ostankov temelji na lokalnem imenu najdišča. Ruševine drugega Tigranakerta še niso odkrili, čeprav se domneva, da je v okrožju Gardman. Tigranakert je bil spomladi leta 625 našega štetja prizorišče bitke med bizantinskim cesarjem Heraklijem (vladal 610–641) in sasanidsko silo, ki je povzročila poraz slednje. Na mestu so napisi v armenskem in grškem jeziku iz 5. in 7. stoletja.
Po propadu prvega Tigranakerta v zgodnjem srednjem veku se je ime mesta ohranilo in se v lokalnem geografskem izročilu nenehno uporabljalo kot Tngrnakert, Tarnakert, Taraniurt, Tarnagiurt in Tetrakerte. De facto je bil pod nadzorom samooklicane Republike Arcah kot del njene province Askeran, dokler ni bil skupaj z ostalim okrožjem Agdam izročen Azerbajdžanu kot del sporazuma o premirju v Gorskem Karabahu leta 2020. Med vojno v Gorskem Karabahu leta 2020 so poročali o obstreljevanju arheološkega najdišča s strani Azerbajdžana.

## Izkopavanja
Izkopavanja v Tigranakertu so se začela marca 2005, ko so ga prvič odkrili, in so potekala do leta 2020 pod vodstvom dr. Hamleta L. Petrosjana z Inštituta za arheologijo in etnografijo Armenske akademije znanosti. Arheologi so odkrili dve glavni obzidji mesta, pa tudi stolpe v helenističnem slogu in armensko baziliko iz 5. do 7. stoletja. Leta 2008 se je skupina za izkopavanje začela soočati s težavami s financiranjem, čeprav so oblasti Republike Arcah obljubile, da bodo namenile 30 milijonov dramov za nadaljnje raziskave. Med izkopavanji v letih 2008–2010 so bili najdeni srebrniki partskih monarhov Mitridata IV. (vladal 57–54 pr. n. št.) in Oroda II. (vladal 57–37 pr. n. št.).
Junija 2010 so v sosednjem gradu Šahbulag odprli muzej, posvečen proučevanju in ohranjanju artefaktov, odkritih iz Tigranakerta. Nekatere artefakte iz Tigranakerta so armenski delavci odstranili z območja pred predajo okrožja Agdam Azerbajdžanu.

## Galerija
- Del mestnega obrambnega obzidja
- Tako imenovano Spodnje okrožje mesta Tigranakert
- Del Spodnjega okrožja
- mestno obzidje Tigranakerta
- mestno obzidje Tigranakerta
- Citadela Tigranakert